# SEAL
Pour l’article ayant un titre homophone, voir Cil.
Pour les articles homonymes, voir Seal (homonymie).
Les SEAL, communément appelés Navy SEALs, sont la principale force spéciale de la marine de guerre des États-Unis (US Navy). Ils ont pour fonction primordiale de mener des opérations militaires de petites unités liées à l'environnement maritime. Les SEAL sont entraînés à opérer dans tous les environnements ; le nom SEAL est d'ailleurs un acronyme de Sea, Air, and Land (« mer, air et terre » en anglais).

## Historique

### Origines

#### La Seconde Guerre mondiale
Les SEAL tracent leurs origines pendant la Seconde Guerre mondiale, quand la marine américaine se rendit compte que pour permettre aux troupes de réussir des débarquements, elle aurait besoin de soldats qui effectueraient des reconnaissances des plages, repéreraient les obstacles et les défenses, puis guideraient les forces de débarquement. En conséquence, l'Amphibious Scout and Raider School fut créée conjointement par l'US Army et la US Navy en août 1942. Les Scouts and Raiders (S&R) furent employées la première fois lors de l'opération Torch, le débarquement en Afrique française du Nord en novembre 1942.
À l'été 1943, le programme de l'Amphibious Scout and Raider School, désormais basée à Fort Pierce en Floride et qui deviendra une école uniquement de la Navy, s'élargit en intégrant la spécialité de démolition sous-marine. C'est là que fut créée la « Hell Week » (littéralement la « semaine infernale »), une période de sélection très éprouvante où 65 à 75 % des candidats abandonnent et qui reste depuis une phase obligée de la sélection des SEAL. Les unités ainsi formées à Fort Pierce, les Naval Combat Demolition Units (NCDU), étaient entraînées à détruire les obstacles gênant les débarquements, en opérant en uniforme, à partir d'embarcations, de nuit. La natation n'était guère prise en compte. Les NCDU, combinées avec des équipes de sapeurs de l'US Army, participèrent au débarquement en Normandie pour ouvrir les sorties des plages de Utah Beach et d'Omaha Beach. Sur cette dernière plage, les marins eurent 52 % de pertes.

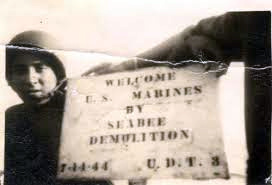
Un panneau « bienvenue aux Marines » laissé par une UDT lors du débarquement de Guam.

À la suite du débarquement catastrophique de Tarawa en novembre 1943, où des récifs coralliens et autres obstacles sous les vagues provoquèrent de nombreuses pertes chez les Marines, le vice-amiral Richmond K. Turner ordonna la formation d'Underwater Demolition Teams (« équipes de démolition sous-marine ») ou UDT. Les UDT, de plus grande taille que les NCDU, une centaine d'hommes chacune, furent de tous les débarquements de la guerre du Pacifique. Elles inaugurèrent rapidement la méthode d'opérer de jour, à la nage en maillot de bain. Leurs têtes seules dépassant de l'eau, montant et descendant dans les vagues, ces « Naked Warriors » (guerriers nus) constituaient des cibles difficiles pendant qu'ils travaillaient à miner les obstacles naturels ou artificiels devant les plages tenues par l'adversaire.
La quatrième famille d'unité que les SEAL considèrent comme faisant partie de leurs ancêtres est la Maritime Unit (MU) de l'Office of Strategic Services (OSS). Celle-ci innova dans des techniques de sabotage maritime et fut notamment la seule entité américaine à développer le concept de nageurs de combat pendant le conflit, mais n'eut pas l'occasion de l'utiliser en opérations,.

#### L'après-guerre et la naissance des SEAL
À la fin de la Seconde Guerre mondiale, les UDT furent massivement démobilisées, mais celles restantes se livrèrent à de nombreuses expérimentations, dont les opérations type raid commando pour détruire un objectif à l'intérieur des terres, les opérations sous-marines (nageurs de combat), et l'utilisation de la troisième dimension (expérimentation de l'emploi de l'hélicoptère et du système Fulton). Pendant la guerre de Corée, les UDT participèrent au débarquement d'Incheon, mais aussi à des raids de destruction de ponts et d'autres ouvrages d’art, entrepôts et tunnels accessibles par la mer. Ainsi, les missions se tournèrent progressivement vers la guerre non conventionnelle.
Le président des États-Unis, John F. Kennedy, confronté à la guerre de guérilla en Asie du Sud-Est, reconnut le besoin de recourir à la guerre non conventionnelle. Dans un discours devant le Congrès des États-Unis le 25 mai 1961, le Special Message to the Congress on Urgent National Needs, Kennedy parla de son profond respect pour les forces spéciales de l'US Army (les bérets verts). Ce discours est surtout connu pour avoir annoncé le plan du gouvernement d'envoyer un homme sur la lune, mais il parlait aussi d'allouer 100 millions de dollars au renforcement des forces spéciales, afin d'augmenter les capacités américaines en matière de guerre non conventionnelle.
La Navy avait besoin de déterminer son rôle exact au sein de l'arène des opérations spéciales. En mars 1961, Arleigh Burke, chef des opérations navales, recommanda la mise en place d'unités de guérilla et de contre-insurrection. Ces unités devaient être capables d'opérer depuis la mer, les airs comme de la terre. Ce fut le début des SEAL. Les premiers membres des SEAL venaient des unités UDT, qui avaient déjà acquis une expérience des opérations commando en Corée ; cependant, le choix fut fait de conserver les UDT car elles restaient nécessaires au sein de la force amphibie de la Navy.
Les deux premières unités SEAL étaient basées sur chaque côte américaine : le SEAL Team One à la Naval Amphibious Base Coronado à San Diego en Californie, et le SEAL Team Two à la Naval Amphibious Base Little Creek à Virginia Beach en Virginie. Les hommes des SEAL Teams nouvellement formées étaient formés à des compétences non conventionnelles comme le close combat, le saut en parachute à haute altitude, la démolition, et les langues étrangères. Les SEAL suivaient la formation des UDT et passaient un certain temps dans ces unités. À leur arrivée en unité SEAL, ils suivaient une formation SEAL de base appelée SBI (SEAL Basic Indoctrination) à Camp Kerry dans les montagnes Cuyamaca. Après la SBI, ils rejoignaient une section (platoon) SEAL et poursuivaient l'entraînement avec cette dernière.

### Viêt Nam
Le commandement du Pacifique reconnut que la République du Viêt Nam était un point chaud potentiel pour les forces non conventionnelles. Le premier déploiement de SEAL au Viêt Nam eut lieu en mars 1962, il s'agissait de deux instructeurs participant à la « guerre secrète » de la Central Intelligence Agency (CIA) contre le Viêt Nam du Nord. Basés à Da Nang, ils entraînèrent des Sud-Vietnamiens pour des raids au Viêt Nam du Nord. Un détachement de quelques SEAL, appelé détachement Echo, continuera à participer à ce genre d'opérations au sein de la section navale du Military Assistance Command, Vietnam – Studies and Observations Group (MACV-SOG), mais les Américains n'étaient pas autorisés à aller eux-mêmes au Nord.

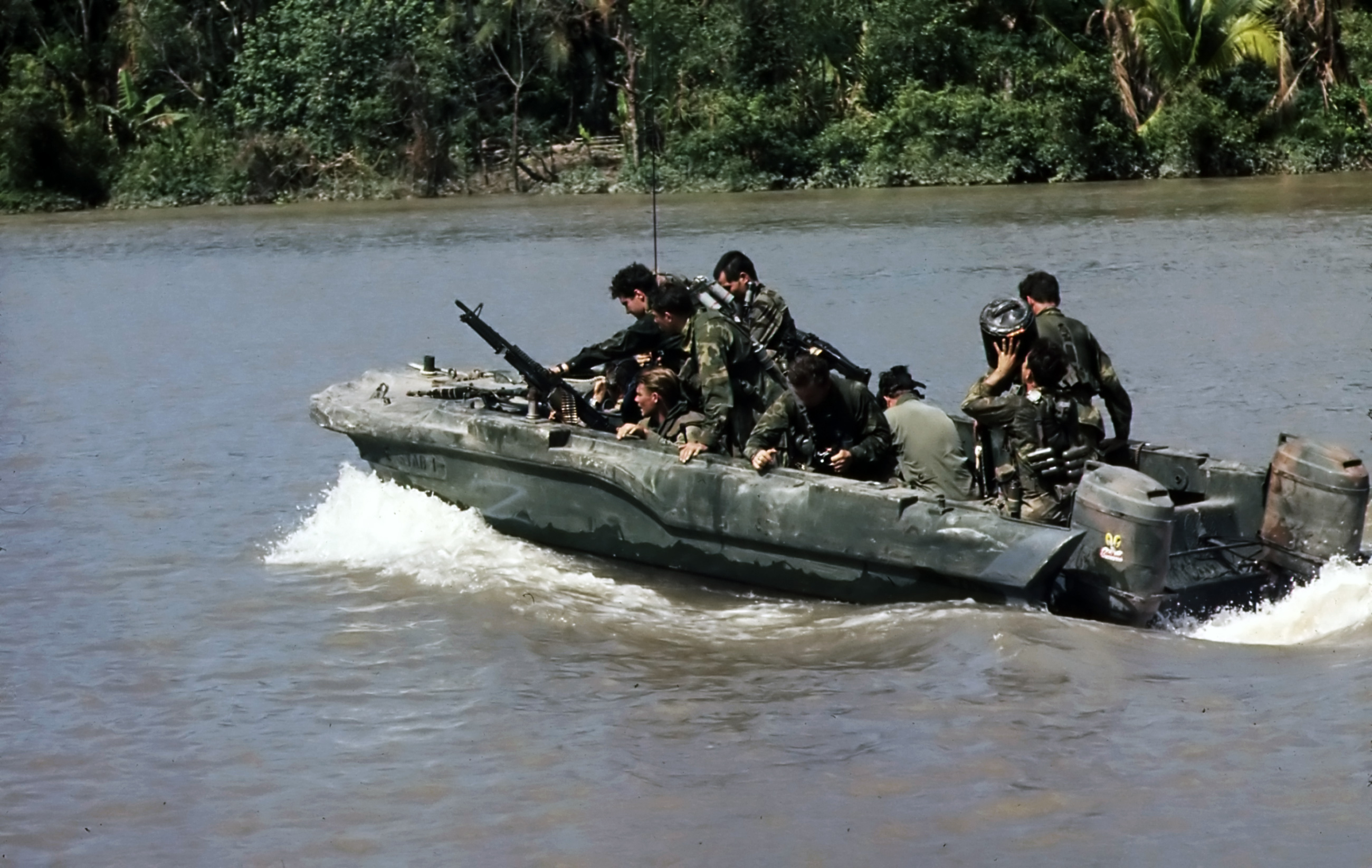
SEAL en patrouille dans le delta du Mékong en 1967.

La guerre continuant, des sections du SEAL Team One furent pour la première fois envoyées au combat début 1966 dans la zone spéciale du Rung Sat, attachées aux éléments de la « marine des eaux brunes », pour y interrompre les mouvements d'approvisionnement et de troupes ennemis. Dans cette zone marécageuse près de Saïgon, les SEAL pratiquèrent des patrouilles et embuscades en équipes réduites pendant 48 à 72 heures sans sommeil, mais sous appuis d'artillerie ou aériens. Ce déploiement, qui sera appelé détachement Golf, fut le plus gros détachement SEAL du conflit, comptant jusqu'à six sections au maximum de l'engagement américain au Viêt Nam en 1970. À partir du début 1967 s'ajouta un autre détachement, le détachement Alfa qui dirigeait des sections du SEAL Team Two également engagées en actions directes, dans le delta du Mékong et la rivière Bessac.
Le combat avec les Viêt Congs était direct. Contrairement au combat conventionnel où on voit rarement l'ennemi, les SEAL opéraient à quelques centimètres de leurs cibles. À la fin des années 1960, cette unité était devenu maître d'un nouveau style de combat, efficace dans les actions de contre-insurrection et de guérilla. Les SEAL étaient généralement appuyés par deux unités spécialisées : les Mobile Support Teams qui mettaient en œuvre des embarcations et l'escadron d'hélicoptères « Seawolves (en). » Les SEAL se mirent à collecter leur propre renseignement humain à fin d'action. Ils découvrirent qu'ils pouvaient infiltrer des zones considérées jusqu'alors comme des sanctuaires Viêt Cong. Le rapport de pertes au combat des SEAL était impressionnant avec 150 à 200 ennemis tués pour chaque SEAL perdu. Les Viêt Congs appelaient les SEAL « les hommes au visage vert », à cause de la peinture de camouflage que les soldats mettaient sur leur visage pendant les missions.
En 1967, une unité nommée Detachment Bravo fut formée afin de chapeauter les conseillers SEAL postés individuellement auprès des unités de reconnaissance provinciales (Provincial Reconnaissance Units ou PRU), des milices organisées au Sud Viêt Nam par la CIA. Ces PRU seront par la suite intégrées au programme Phoenix qui avait pour but de capturer ou assassiner les cadres du Viêt Cong.
En 1970, le président des États-Unis Richard Nixon initia un plan de vietnamisation, qui permettrait un retrait des troupes américaines du conflit vietnamien et rendrait la responsabilité de défense aux Sud-Vietnamiens. Les forces conventionnelles furent retirées ; les derniers conseillers SEAL quittèrent le Viêt Nam en mars 1973 et le pays tomba aux mains des communistes en 1975. Les SEAL furent parmi les unités les plus décorées pour leur participation dans cette guerre. En 1974, ils avaient reçu une Medal of Honor, deux Navy Crosses, 42 Silver Stars, 402 Bronze Stars, 2 Legions of Merit, 352 Commendation Medals et 51 Navy Achievement Medals. Des décorations remises ultérieurement porteraient le total à trois Medals of Honor et cinq Navy Crosses. Le SEAL Team One reçut trois Presidential Unit Citations, une Navy Unit Commendation et une Meritorious Unit Commendation. Le SEAL Team Two fut décoré de deux Presidential Unit Citations. Au total, les SEAL perdirent quarante-trois hommes dans ce conflit.

### Réorganisations
Après le retrait du Viêt Nam, les SEAL se recentrèrent sur des missions au profit des flottes de l'US Navy. L'équipement et les tactiques de la nage de combat furent revitalisées en s'inspirant de leurs homologues ouest-allemands et français.
En 1980, une unité SEAL différente, spécialisée dans le contre-terrorisme et la libération d'otages, fut créée : c'est le SEAL Team Six, placé sous le commandement opérationnel du Joint Special Operations Command (JSOC).
En 1983, les Underwater Demolition Teams furent transformées en unités SEAL, car les forces amphibies avaient besoin de mener des opérations type UDT et SEAL mais pas simultanément, et n'avaient de la place disponible que pour embarquer une seule section. Le 1er mai, l'UDT 11 devint le SEAL Team Five, l'UDT 12 fut renommée SEAL Delivery Vehicle Team One, tandis que l'UDT 21 devint le SEAL Team Four et l'UDT 22 fut renommée SEAL Delivery Vehicle Team Two. Le SEAL Team Three fut créé le 1er octobre suivant et le SEAL Team Eight en 1988.
En 1987 l'US Special Operations Command (USSOCOM) fut établi. Les SEAL formaient désormais une petite partie d'un commandement interarmées dominé par l'US Army. À la fin des années 1980, les SEAL comptaient donc, mis à part l'unité contre-terroriste, trois SEAL Teams et une SEAL Delivery Vehicle Team sur chaque côte. Chaque SEAL Team était spécialisée sur une zone géographique et déployait ses sections soit sous les ordres des commandements d'opérations spéciales de théâtre, soit sous les ordres des groupes aéronavals et des groupes amphibies de la marine à bord desquels elles étaient embarquées, . Au cours des années 1990, les sections SEAL embarquées à bord les groupes amphibies aux côtés des Marine Expeditionary Units (MEU) devinrent de moins en moins utiles, celles basées à terre sous les ordres des commandements d'opérations spéciales de théâtre étant plus réactives. En conséquence, à partir de 1998, les SEAL ne furent plus déployés avec les MEU.

### La Grenade
La Third Platoon du SEAL Team Four affectée au Mediterranean Amphibious Ready Group (MARG) 1-84 participa à l'invasion de la Grenade en octobre 1983. Elle mena notamment une reconnaissance de la plage de Pearls qui permit de déterminer qu'elle n'était pas propice à un débarquement naval; en conséquence, les Marines furent déposés à terre par hélicoptère. De son côté, le SEAL Team Six fut chargé de plusieurs missions simultanées lors de l'invasion, mais celles-ci tournèrent généralement mal (voir SEAL Team Six#La Grenade). Dans les jours suivants, les éléments du SEAL Team Four firent plusieurs reconnaissances de plages et fouilles de navires en mer. Ils reconnûrent également l'île de Carriacou avant que les Marines y débarquent.

### Le golfe Persique

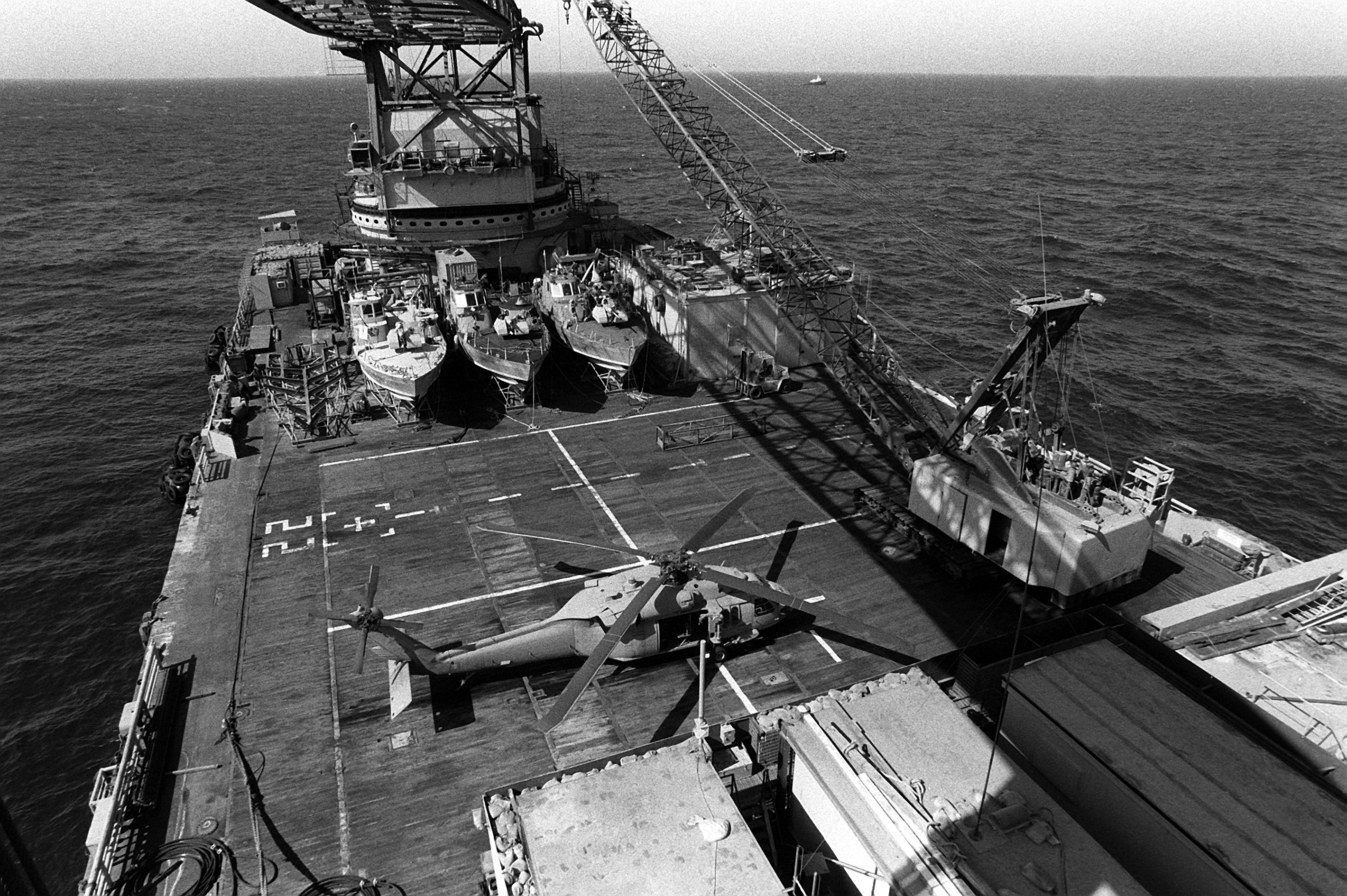
Un MH-60 Black Hawk du 160th Special Operations Aviation Regiment et des navires de patrouilles Sea Spectre Mark III des SEAL à bord de la barge Hercules dans le golfe Persique le 1 juin 1988.

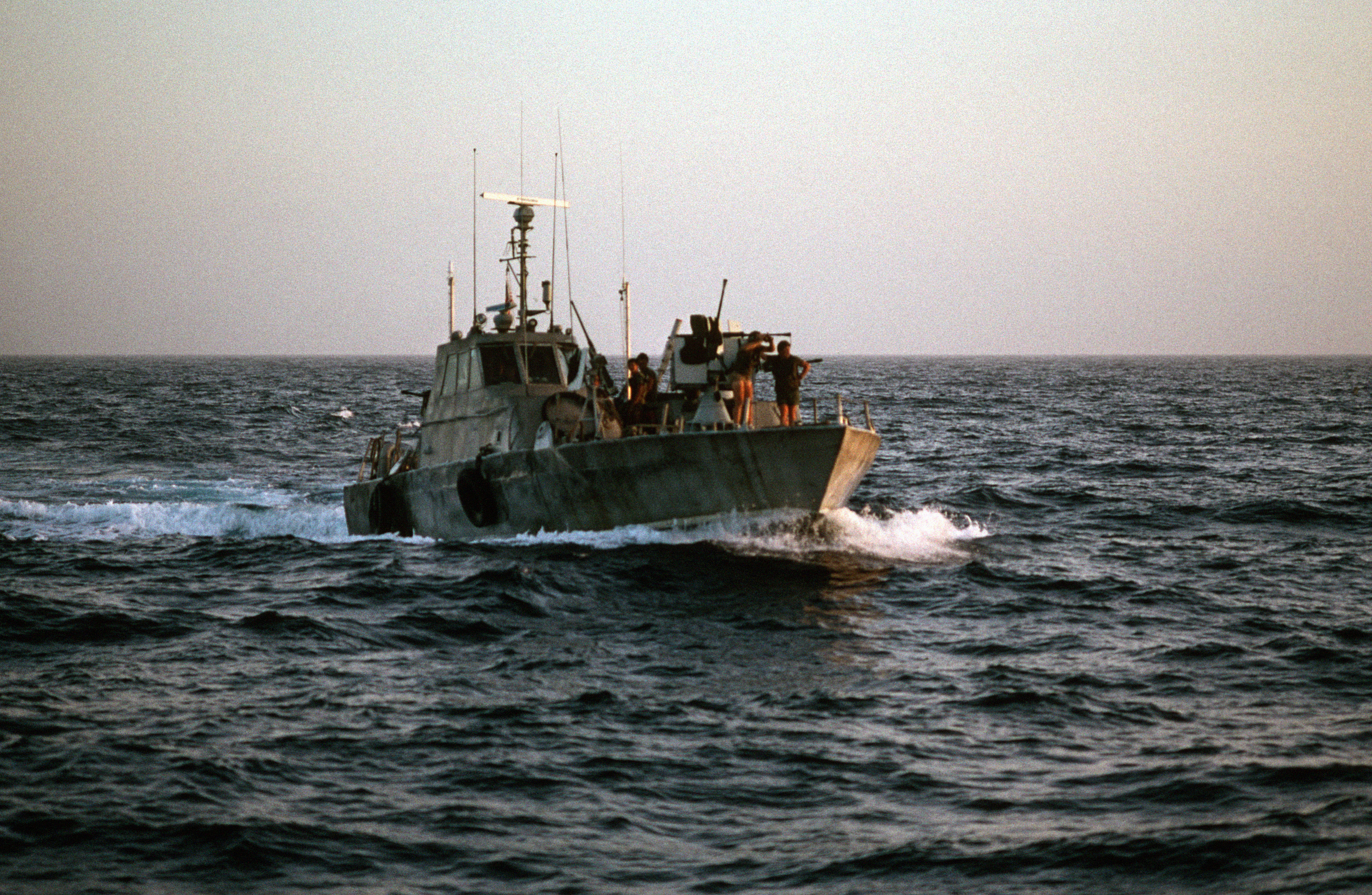
Un Sea Spectre Mark III de la Special Boat Unit 11 de retour de patrouille de nuit.

Durant les derniers temps de la guerre Iran-Irak, l'US Navy commença la conduite d'opérations dans le golfe Persique afin de protéger les navires battants pavillon américain des attaques des forces navales iraniennes. Un plan secret fut mis en place et nommé Opération Prime Chance. Les SEAL Team One et Two ainsi que plusieurs unités des « Special Boat Units » et des équipes EOD furent réunies sur deux barges mobiles utilisées pour l'exploitation pétrolière loués à KBR et transportées par les hélicoptères du 160th Special Operations Aviation Regiment. Au cours de l'opération, les SEAL menèrent des missions VBSS (capture de bateau) pour contrer les navires mouilleurs de mines iraniens. La seule perte humaine eut lieu lors de la prise du Iran Ajr. Les preuves recueillies sur le navire par les SEAL et les techniciens EOD permirent plus tard à l'US Navy de retrouver l'origine des mines qui frappèrent le USS Samuel B. Roberts (FFG-58) (en). Cette chaîne d'évènements conduisit à l’Operation Praying Mantis, le plus grand combat naval en surface de la marine américaine depuis la Seconde Guerre mondiale.

### Panama
L'US Navy fournit diverses unités pour les opérations spéciales lors de l'invasion du Panama (nom de code Operation Just Cause). Notamment des éléments des SEAL Team Four et SEAL Team Two, de la Naval Special Warfare Unit 8 et de la Special Boat Unit 26, formant la Task Force White sous les ordres du Naval Special Warfare Group 2, et le SEAL Team Six formant, lui, la Task Force Blue. La Task Force White avait trois objectifs principaux : la destruction des moyens navals des forces de défense panaméennes (PDF) dans le port de Balboa, la destruction du jet privé de Manuel Noriega à l'aéroport de Paitilla ainsi que l'isolation des forces de défense panaméennes sur l'île Flamenco.
L'attaque sur le port de Balboa par la Task Unit Whiskey est célèbre dans l'histoire des SEAL pour avoir été la première mission de nageurs de combat américaine officielle depuis la Seconde Guerre mondiale. Avant le début de l'invasion, quatre SEAL, le Lt Edward S. Coughlin, EN-3 Timothy K. Eppley, ET-1 Randy L. Beausoleil, et PH-2 Chris Dye, nagèrent sous l'eau dans le port avec des recycleurs Draeger LAR-V, et placèrent des charges explosives de C4 qui détruisirent le bateau personnel de Noriega, le Presidente Porras.
La Task Unit Papa avait pour mission empêcher l'utilisation de l'aérodrome de Paitilla et notamment de l'avion de Noriega qui s'y trouvait. Trois sections SEAL furent débarquées par embarcations sur l'aérodrome mais furent détectées en approchant du hangar abritant le jet de Noriega. Une fusillade courte mais intense s'ensuivit, où les SEAL eurent quatre morts et huit blessés avant que l'avion de Noriega ne fut détruit et que les Panaméens prennent la fuite. Ces pertes en ont fait l'opération probablement la plus controversée de l'opération Just Cause.

### Guerre du Golfe
Lors de l'opération Bouclier du désert, un Naval Special Warfare Task Group (NSWTG) fut constitué autour du Naval Special Warfare Group One (NSWG-1) pour diriger les opérations des forces spéciales navales. Son commandant, le capitaine Ray Smith, avait sous ses ordres deux sections du SEAL Team One, deux sections du SEAL Team Five, un détachement de bateaux rapides et un détachement de zodiacs de la Special Boat Unit 12 (SBU-12), un détachement de bateaux rapides du Naval Special Warfare Development Group, une section du Swimmer Delivery Vehicle Team 1 (SDVT-1) et une Mobile Communications Team (MCT). Cette force de 256 hommes était organisée en trois NSW Task Units. De plus, le NSWTG avait le contrôle opérationnel de la marine koweitienne libre (comprenant 124 marins, la barge motorisée Sawahil, la vedette Istiqlal (P 5702) type Lürssen FPB 57 et la vedette Al Sanbouk (P 4505) type Lürssen TNC 45) et l'infanterie de marine koweitienne libre (100 soldats).
Par ailleurs, d'autres unités SEAL étaient affectées aux unités de la flotte de l'US Navy. Ces unités n'étaient pas sous le commandement du SOCCENT mais du NAVCENT (composante navale du CENTCOM).
Pendant l'opération Bouclier du désert, le SOCCENT fut chargé d'assister la création d'une coalition de pays. La première mission dans ce cadre fut de déployer des éléments du NSWTG sur la frontière koweïto-saoudienne à partir du 19 août 1990 pour servir de « sonnette d'alarme » et de guider l'appui aérien rapproché en cas d'invasion de l'Arabie saoudite par l'Irak. Ils commencèrent à être relevés par le 5th Special Forces Group à partir du 5 septembre. Des forces spéciales entraînèrent également des forces navales saoudiennes aux opérations spéciales. Certains soldats saoudiens avaient passé la sélection BUD/S à Coronado, et leur commandant avait travaillé avec des SEAL pendant l'opération Earnest Will. L'entraînement permit de créer trois sections de SEAL saoudiens. D'autres éléments du NSWTG entraînèrent des pilotes d'embarcations rapides saoudiens ainsi que des forces navales conventionnelles. À partir du mois de septembre, ils entraînèrent également les forces de la marine koweïtienne placée sous l'autorité du NSWTG.
Des SEAL et des détachements des Special Boats Units conduisirent de missions de surveillance nocturne du golfe Persique du 23 août au 12 septembre 1990 à partir du port d'Al jubayl. Fin janvier, des SEAL photographièrent un mouilleur de mines irakien T-43 posant des mines dans les eaux koweïtiennes.
Un des rôles des SEAL et d'autres forces alliées pendant bouclier du désert fut de participer à l'embargo décrété contre l'Irak par des opérations d'interdiction maritime (Maritime Interception Operations ou MIO). En sept mois, 165 navires de 19 pays de la coalition contactèrent plus de 7 500 navires civils et en fouillèrent 964. La plupart des assauts de navires non coopératifs furent menés par des SEAL et des équipes spécialisées de la 4th Marine Expeditionary Brigade (4th MEB) et de la 13th Marine Expeditionary Unit (Special Operations Capable) [13th MEU (SOC)]. Parmi ces interventions, quelques-unes en particulier :
- le 28 octobre 1990, le pétrolier irakien Amuriyah fut pris d'assaut par des Marines de la 13th MEU (SOC) au large d'Oman. L'équipage opposa une forte résistance et des renforts furent envoyés dont des SEAL du l'USS Ogden (LPD-5), des garde-côtes de l'US Coast Guard et des marins de la Royal Australian Navy[38] ;
- le 9 novembre 1990, des SEAL de l'USS Saratoga (CVA-60) prirent d'assaut le navire soudanais Omduran par rappel depuis trois hélicoptères SH-3 Sea King en mer Rouge. Une fois le navire sous contrôle, un Law Enforcement Detachment (LEDET) de l'US Coast Guard s'occupa de la fouille du navire[39] ;
- le 27 novembre 1990, les SEAL du Saratoga effectuèrent un autre assaut héliporté, sur le navire irakien Khawla Bint Al Zawra, en mer Rouge. Comme l'état de la mer empêchait la montée à bord du LEDET, la fouille du navire fut réalisée par les SEAL[40] ;
- Le 26 décembre, des SEAL et des Marines de la 4th MEB abordèrent par héliportage le navire irakien Ibn Khaldoon. Ils furent surtout confrontés à une soixantaine de femmes activistes qui opposèrent une résistance passive en formant une chaîne humaine sur le pont du navire[41].

Les opérations d'interdiction maritime semblent avoir été très efficaces mais elles mirent aussi en lumière un manque de moyens : un assaut nécessitait typiquement trois SH-3 et des SH-60 Seahawk en appui-feu. Ces besoins poussèrent à la limite le parc d'hélicoptères de la flotte. Les embarcations type Rigid-Hull Inflatable Boats (RHIB) et zodiacs étaient plus efficaces que les embarcations standard des navires pour les abordages, mais elles n'étaient pas disponibles en assez grand nombre.
Après le début de l'opération Tempête du désert, les SEAL prirent part à des missions plus offensives. Le 18 janvier, des aéronefs essuyèrent des tirs venant de plates-formes pétrolières du champ pétrolifère d'Al Dourrah. En riposte, les forces américaines organisèrent une opération pour neutraliser les plates-formes utilisées par l'armée irakienne. Elle commença par une attaque d'hélicoptères suivie d'une préparation d'artillerie par le USS Nicholas et l’Istiqlal sur neuf des onze plates-formes du champ. Ensuite, une section SEAL aborda sept des plates-formes en RHIB. La fouille permit de capturer des missiles sol-air portables et des radios longues portée.
Le 23 janvier 1991, le pilote d'un F-16 Fighting Falcon de l'US Air Force s'éjecta au-dessus du golfe Persique. Un SH-60B Seahawk avec deux SEAL à bord décolla de l'USS Nicholas et trouva le pilote à 6 miles au large de la côte koweïtienne. Les SEAL sautèrent dans la mer et attachèrent un harnais de sauvetage au pilote. Celui-ci fut récupéré assez refroidi mais en bonne condition. Ce fut une des trois seules opérations de recherche et sauvetage au combat réussies de la guerre du Golfe.
Une mission de reconnaissance confiée aux SEAL fut de photographier le terminal pétrolier de Mina al-Ahmadi après que l'Irak eut libéré une gigantesque marée noire dans le Golfe à partir du 23 janvier. Des SEAL et des équipes combat camera embarquées à bord d'hélicoptères MH-60 de l'US Army et de l'US Air Force renseignèrent sur l'étendue de la marée noire et vérifièrent l'efficacité des bombardements menés sur le terminal pour la stopper.
Du 14 octobre au 29 janvier 1991, une présence continue d'une section SEAL comme « sonnette d'alarme » fut établie au nord de Ras-al-Khafji. Le 17 janvier, quatre heures après le début des frappes aériennes sur l'Irak, les SEAL guidèrent une frappe aérienne sur un poste frontière irakien. Au début de la bataille de Khafji, la section SEAL guida des frappes aériennes et fournit des renseignements sur les mouvements irakiens, avant d'être forcée de se replier face à l'offensive terrestre irakienne.
Le 24 janvier, des hélicoptères OH-58 Kiowa furent la cible de tirs provenant de l'île de Qaruh. Ils ripostèrent, et après plusieurs attaques, les pilotes virent des soldats irakiens faisant signe qu'ils se rendaient. Une section SEAL composite fut créée à partir d'éléments des USS Curts, Leftwich et Nichols et déposée par hélicoptères. À 17 h 07, l'enseigne SEAL John Pugh hissa les drapeaux koweïtien et US sur l'île. Qaruh fut la première partie du territoire koweïtien à être libérée.
Une mission de recherche de mines fut confiée à des SEAL qui utilisèrent pour ce faire un SEAL Delivery Vehicle (SDV). Le SDV est un mini-sous-marin « humide », qui oblige les SEAL à bord à porter un scaphandre de plongée. Entre le 30 janvier et le 15 février, six missions de recherche de mines furent menées dans le nord du golfe Persique à partir de la barge koweïtienne Sawahil, l'équipage du SDV utilisant divers sonars pour détecter des mines à orins. Les zones fouillées couvraient 70 km2. Les SEAL n'y détectèrent aucune mine. Des SEAL participèrent également à la lutte antimines à bord d'hélicoptères de la Navy. Ces patrouilles aériennes cherchaient des mines flottantes, et quand elles en trouvaient, les SEAL sautaient des hélicoptères, nageaient jusqu'à la mine et y attachaient une charge explosive de démolition à retardement. Les SEAL détruisirent ainsi 25 mines flottantes ; les membres des unités Explosive Ordnance Disposal (en) (EOD) de la Navy et les plongeurs-démineurs d'autres pays de la coalition détruisirent plus de 145 mines.
À partir de la fin 1990, un groupe de planification spéciale du CENTCOM forma des militaires koweïtiens aux opérations non conventionnelles avec pour idée de les infiltrer ultérieurement au Koweït. Lorsque l'opération Tempête du désert commença, les Irakiens fermèrent les frontières. En conséquence, du 14 au 20 février, des SEAL formèrent 13 koweïtiens pour une infiltration maritime. Ils firent une répétition le 21 février et tentèrent d'infiltrer cinq Koweïtiens le lendemain sur une plage au sud de la ville de Koweït. Des nageurs SEAL allèrent reconnaître la côte puis ils escortèrent les Koweïtiens jusqu'au quai, mais ceux-ci ne purent établir le contact avec le comité de réception ; ils firent le signal demandant une extraction et furent récupérés à 500 m de la plage. L'examen de la plage après la guerre établit qu'il y avait des obstacles non détectés et une concentration de troupes irakiennes plus élevée que prévu.
Pour l'offensive terrestre, la possibilité d'un débarquement amphibie avait été envisagée mais abandonnée car les plages koweïtiennes étaient trop bien défendues. Ces préparatifs furent cependant réutilisés pour leurrer les Irakiens en faisant croire que l'offensive arriverait partiellement de la mer. Du 29 janvier au 16 février 1991, les SEAL menèrent une dizaine d'opérations de reconnaissance dans les eaux koweïtiennes, en zodiac et parfois en nageant jusqu'aux plages, simulant les premières étapes d'un débarquement. Dans la nuit du 23 au 24 février, les SEAL de la Task Unit Mike sous le commandement du lieutenant Tom Deitz partirent de leur base de Ras-al-Mishab dans quatre embarcations High Speed Boats (HSB) pour mener la phase finale de l'opération de diversion sur la plage de Mina Saud. À sept miles au large de leur objectif, ils stoppèrent et utilisèrent des zodiacs pour s'approcher à 500 m de la plage, où six nageurs se mirent à l'eau. Chacun déposa une charge de 10 kg de C4 sur la plage. Ensuite, les zodiacs mouillèrent des bouées orange destinées à baliser un chenal. À 0h30, deux HSB foncèrent vers la plage en ouvrant le feu avec leurs mitrailleuses et lance-grenades. A 1:00, les charges explosèrent. Toutes ces actions persuadèrent les défenseurs irakiens que les nageurs avaient entamé des préparatifs pour un débarquement à Mina Saud. Cette opération était combinée à d'autres éléments dont la présence d'une forte flotte de débarquement dans le Golfe et à l'intensification des frappes aériennes sur les défenses côtières. Dans les heures qui suivirent, des éléments de deux divisions irakiennes firent mouvement vers Mina Saud.
Le 28 février 1991, les forces spéciales américaines, britanniques et françaises menèrent une opération simultanée pour libérer leurs ambassades dans la ville de Koweït. Une section de la 2d Force Reconnaissance Company avait capturé l'ambassade US de sa propre initiative et rapporté qu'elle était sécurisée, mais l'opération fut maintenue. Un convoi terrestre formé de buggys Fast Attack Vehicles (FAV) Desert Patrol Vehicle des SEAL et de soldats du 3 rd SFG encercla l'ambassade pendant qu'un assaut héliporté était mené par des bérets verts sur le bâtiment.

### Afghanistan
Cette section ne s'appuie pas, ou pas assez, sur des sources secondaires ou tertiaires indépendantes du sujet.

Pour l'améliorer, ajoutez-en, ou placez des modèles {{Source secondaire souhaitée}} ou {{Source secondaire nécessaire}} sur les passages mal sourcés. (février 2023)

#### Invasion

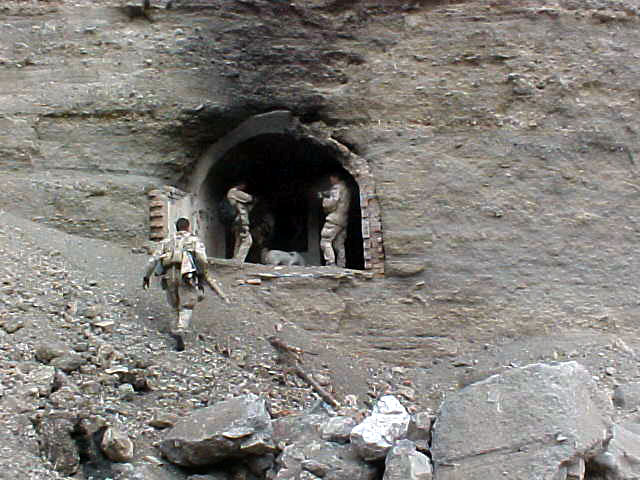
SEAL de la « Task Force K-Bar » à une des entrées du complexe souterrain de Zhawar Kili.

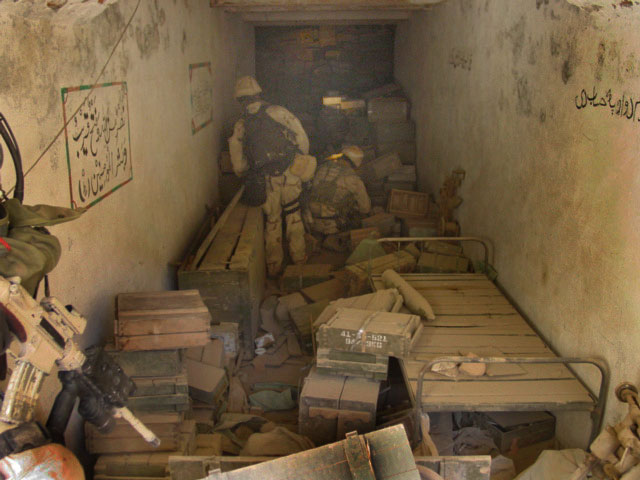
SEAL de la « Task Force K-Bar » cherchant des munitions dans le complexe souterrain de Zhawar Kili.

Une des conséquences immédiates des attentats du 11 septembre 2001 fit que les SEAL furent envoyés au Camp Doha, et ceux déjà présents à bord de navires de l'US Navy dans le golfe Persique et les eaux alentour, commencèrent à mener des actions d'arraisonnement et d'inspection (VBSS) des bateaux suspectés d'avoir des liens avec Al-Qaïda ou de transporter des hommes du réseau terroriste. Les équipes 3 et 8 des SEAL arrivèrent des États-Unis pour prendre position à Oman sur l'île de Masirah, tête de pont des opérations en Afghanistan. Un des premiers problèmes auquel durent faire face les SEAL, fut le manque de moyens de locomotion adaptés pour conduire des missions de reconnaissance spéciale (Special reconnaissance ou SR) sur les terrains rocailleux d'Afghanistan. Après avoir emprunté et adapté des Humvees des Rangers, les SEAL avancèrent en Afghanistan afin de mener des SR là où s'installeraient par la suite le Camp Rhino dans le cadre de l' Operation Enduring Freedom. Les premières étapes de cette opération étaient commandées par un officier SEAL, le vice-amiral Albert Calland.
La mission de reconnaissance spéciale dans la région de Camp Rhino dura pendant 4 jours, après quoi deux Combat Controllers de l'US Air Force exécutèrent un saut de nuit à haute altitude afin d'épauler les SEAL dans leur mission de guider les Marines de la 15th Marine Expeditionary Unit qui avaient pris le contrôle de la zone et établi une base opérationnelle avancée. Les SEAL continuèrent d'opérer des reconnaissances pour les Marines avant de repartir, après avoir passé 45 jours sur le terrain.
Un SEAL attaché au Special Boat Service britannique, Stephen Bass, fut présent à la mutinerie de Qala-e-Jangi et fut décoré de la Navy Cross pour ses actions pendant la bataille.
Les opérations suivantes des SEAL durant l'invasion de l'Afghanistan furent menées au sein de la Task Force K-Bar, une force opérationnelle multinationale d'opérations spéciales regroupant des SEAL, des Special Forces, des unités Special Tactics de l'Air Force ainsi que des forces spéciales venues d'Allemagne, d'Australie, de Nouvelle-Zélande, du Canada, du Danemark, de Norvège et de Turquie, placées sous le commandement du capitaine (SEAL) Robert Harward. La Task Force K-Bar conduisit des opérations de combat dans le vaste complexe souterrain de Zhawar Kili, dans la ville de Kandahar et les territoires environnants, dans la ville de Prata Ghar ainsi que sur des centaines de miles de terrain rocailleux dans le Sud et l'Est de l'Afghanistan. En février 2002, un drone Predator de la CIA opérant dans la province de Paktia permit de repérer un important taliban, le mollah Khairullah Khairkhawa, alors qu'il quittait un immeuble dans un convoi. Les SEAL et des commandos danois du Jægerkorpset embarquèrent à bord d'hélicoptères Pave Low de l'US Air Force et capturèrent Khairkhawa sur la route moins de deux heures plus tard. Au cours des six mois, la Task Force K-Bar tua ou captura plus de 200 talibans et combattants d'Al-Qaida, et détruisit des dizaines de milliers de tonnes d'armes et d'équipements militaire.

### Guerre d'Irak
Cette section ne s'appuie pas, ou pas assez, sur des sources secondaires ou tertiaires indépendantes du sujet.

Pour l'améliorer, ajoutez-en, ou placez des modèles {{Source secondaire souhaitée}} ou {{Source secondaire nécessaire}} sur les passages mal sourcés. (février 2023)

#### Infrastructures pétrolières irakiennes et Al Faw

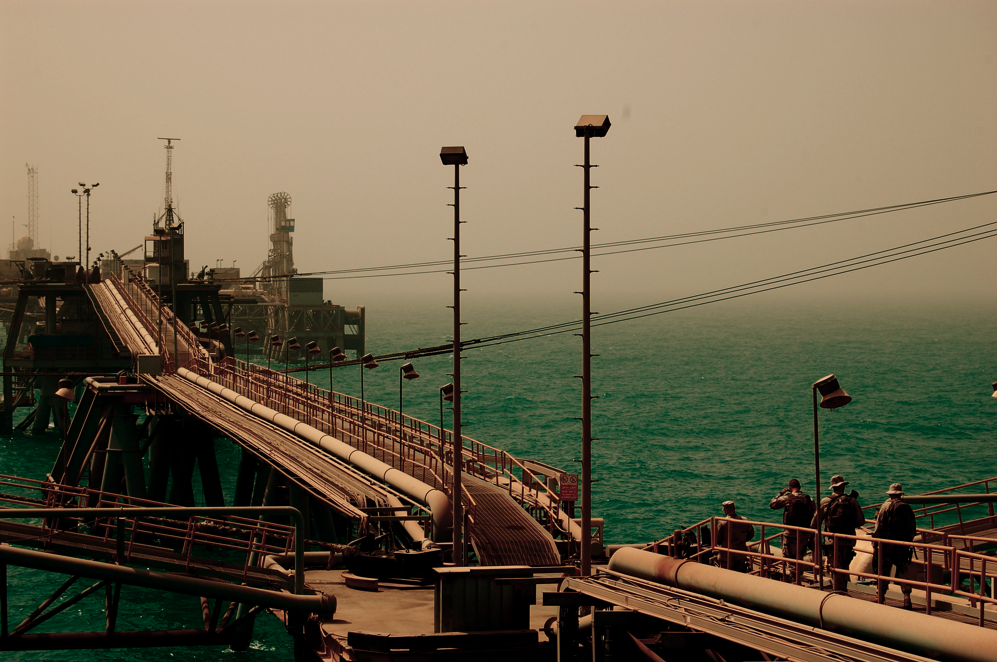
Personnel de sécurité militaire américain sur le terminal pétrolier Al Basrah après sa capture.

Plusieurs jours avant le commencement de l'invasion de l'Irak, deux équipes à bord d'un SEAL Delivery Vehicle (SDV) Mk 8 mod 1 furent mises à l'eau depuis un Mark V Special Operations Craft (petit bateau rapide utilisé par les SWCC) dans le golfe Persique. Leur objectif était la reconnaissance hydrographique des terminaux pétroliers appelés Mina Al Bakr Oil Terminal (MABOT) et Khawr Al Amaya Oil Terminal (KAAOT). Après s'être infiltrés sous les terminaux et avoir ancré leur SDV, les SEAL passèrent plusieurs heures à prendre des photos et à noter l'activité irakienne sur les deux plates-formes avant de retourner à leurs bateaux.
Le 20 mars 2003, les SEAL lancèrent ce qui fut la plus grande opération menée par les SEAL dans l'histoire, à partir de navires de la marine américaine, depuis la base navale Ras al-Qulayah et la base aérienne Ali Al Salem au Koweït, et dans le cadre d'une force mixte des SEAL, avec les Polonais du GROM et les britanniques des Royal Marines. Leurs cibles n'étaient pas seulement les plates-formes MABOT et KAAOT mais aussi l'arrivée de leurs tuyaux de pompage, ainsi que le port et la raffinerie de Al Faw. Chacune des forces devait être amenée par hélicoptère ou par bateau dans le périmètre des cibles, puis d'attaquer les installations principales. Les premières attaques eurent lieu au niveau des tuyaux de pompage de chacun des terminaux. Pour MABOT, la zone d'atterrissage prévue était couverte de fil barbelé, ce qui n'avait pas été rapporté par les renseignements, et les SEAL ainsi que les Royal Marines furent forcés de rester en vol stationnaire à quelques mètres du sol. Les Britanniques, menés par un sergent, furent les premiers hors de l'hélicoptère suivis par les Américains, mais tous se trouvèrent immédiatement empêtrés dans les obstacles. Depuis cette position exposée, les SEAL et les Royal Marines commencèrent à essuyer le feu de la garnison de la plate-forme. L'atterrissage au niveau de KAAOT se fit dans des conditions similaires, puis les deux équipes se regroupèrent et prirent d'assaut les tuyaux de pompage, capturèrent les bâtiments principaux et plusieurs bunkers. Après avoir sécurisé les installations, un véhicule blindé irakien approcha de la position des SEAL. Le Combat Controller les accompagnant coordonna une frappe avec un avion A-10 de l'US Air Force qui détruisit le véhicule. Au total cinq irakiens furent tués et seize capturés.
L'assaut sur les plates-formes fut réalisé avec l'aide des SWCC (Special Warfare Combatant-craft Crewmen) qui emmenèrent les SEAL à bord de bateaux semi-rigide type Zodiac, pendant que d'autres SWCC utilisant des Mk V emmenèrent les hommes du GROM polonais. Les SEAL avaient pour objectif MABOT tandis que le GROM s'occupait de KAAOT. Deux jours avant le lancement de l'opération, les irakiens remplacèrent la garnison habituelle de MABOT par des troupes d'élite de la Garde Républicaine. Avec ce changement de dernière minute en tête, ajouté à la crainte que la Garde Républicaine fasse sauter la plate-forme pendant l'attaque, les SEAL décidèrent de changer leur plan afin de maîtriser rapidement toute opposition avant de sécuriser physiquement MABOT. Dès que l'attaque fut lancée, les forces de la Garde Républicaine commencèrent immédiatement à se rendre. Le GROM sur KAAOT rencontra la même réticence au combat de la part des irakiens, permettant aux deux plates-formes d'être prises sans perte humaine. Les inspections ultérieures de MABOT montrèrent que les forces irakiennes n'avaient pas amorcé leurs explosifs, n'ayant pas voulu détruire les installations.
L'attaque sur les positions irakiennes de la péninsule d'Al Faw consistait en une force SEAL utilisant des Desert Patrol Vehicles (DPV) au niveau de la raffinerie et du port, ainsi qu'une force importante de Marines du 5th Regimental Combat Team et de la 1st Marine Expeditionary Force attaquant les positions irakiennes plus au Nord, par les champs pétrolifères de Rumaila. Avant l'opération, les SEAL levèrent des objections à propos du risque de rencontrer un terrain impraticable pour les DPV, mais les renseignements indiquaient que le terrain au niveau de Al Faw devrait être praticable. Les équipes partirent et furent déposées avec leurs DPV par les hélicoptères mais leurs craintes furent confirmées quand le sol boueux et imbibé de pétrole rendit leurs véhicules inutilisables. Dorénavant à pied et encerclés par environ 300 soldats irakiens retranchés et des véhicules blindés, les SEAL demandèrent via leur Combat Controller l'appui de frappes aériennes. En coordination avec le soutien aérien rapproché, les SEAL traversèrent toutes les installations à pied, tout en combattant les forces ennemies présentes, jusqu'au coucher du soleil, avant d'être relevés par le 42 Commando des Royal Marines. Au total, plusieurs centaines d'Irakiens furent tués, 100 capturés et tous les véhicules blindés détruits.

#### Barrage de Mukarayin
Les planificateurs militaires de la coalition craignaient que les forces irakiennes en retraite puissent détruire le barrage hydro-électrique de Mukatayin, au Nord-Est de Baghdad, dans le but de ralentir l'avancée des troupes américaines. De plus, sa destruction priverait la zone alentour d'électricité et causerait une énorme inondation qui conduirait à la perte de civils irakiens. Une force mixte SEAL/GROM fut mise sur pied pour capturer le barrage. Ils furent transportés sur place par des hélicoptères MH-53 Pave Low de l'US Air Force. Les SEAL souhaitaient utiliser les DPV pour faire barrage à une éventuelle contre-attaque ainsi qu'à des bandes errantes de bandits iraniens qui avaient traversé la frontière et dépouillaient les villes irakiennes. Mais comme à Al Faw, les DPV furent inefficaces et ce fut la dernière fois que les SEAL les déployèrent en Irak.
Les SEAL et les éléments du GROM dorénavant à pied, descendirent en rappel depuis leurs hélicoptères et prirent immédiatement d'assaut le barrage. Les quelques forces de sécurité irakiennes présentes sur site se rendirent et, à l'exception d'un opérateur du GROM qui se brisa une cheville lors de l'attaque, l'opération se termina sans blessé. Après plusieurs heures de recherches dans le barrage afin de trouver de potentiels ennemis ou explosifs dissimulés, les SEAL avaient complètement sécurisé l'ouvrage et furent relevés plus tard par des éléments avancés de l'US Army.

#### Contre-insurrection
Les SEAL ont ensuite participé aux opérations de contre-insurrection en Irak. Ces opérations étaient parfois intenses ; ainsi, lors d'un déploiement de six mois en 2006, Chris Kyle, un sniper du Charlie Platoon, SEAL Team Three abattit 137 adversaires, à l'époque le plus grand nombre de « kills » de l'USSOCOM. En septembre 2006, le SEAL Michael A. Monsoor, fut tué en se couchant sur une grenade lors d'un accrochage dans le secteur de Ramadi pour sauver ses camarades. Il reçut la Medal of Honor à titre posthume et un destroyer de la classe Zumwalt portera son nom.

### Conflit contre l'État islamique
Des SEAL sont également impliqués dans les opérations américaines contre l'État islamique en Irak. Un sous-officier SEAL, Charles Keating IV, y a été tué au combat en mai 2016.

## Musée
Le National Navy UDT-SEAL Museum (en) est situé au 4400 North A1A, North Hutchinson Island, à Fort Pierce en Floride.

## Entraînement

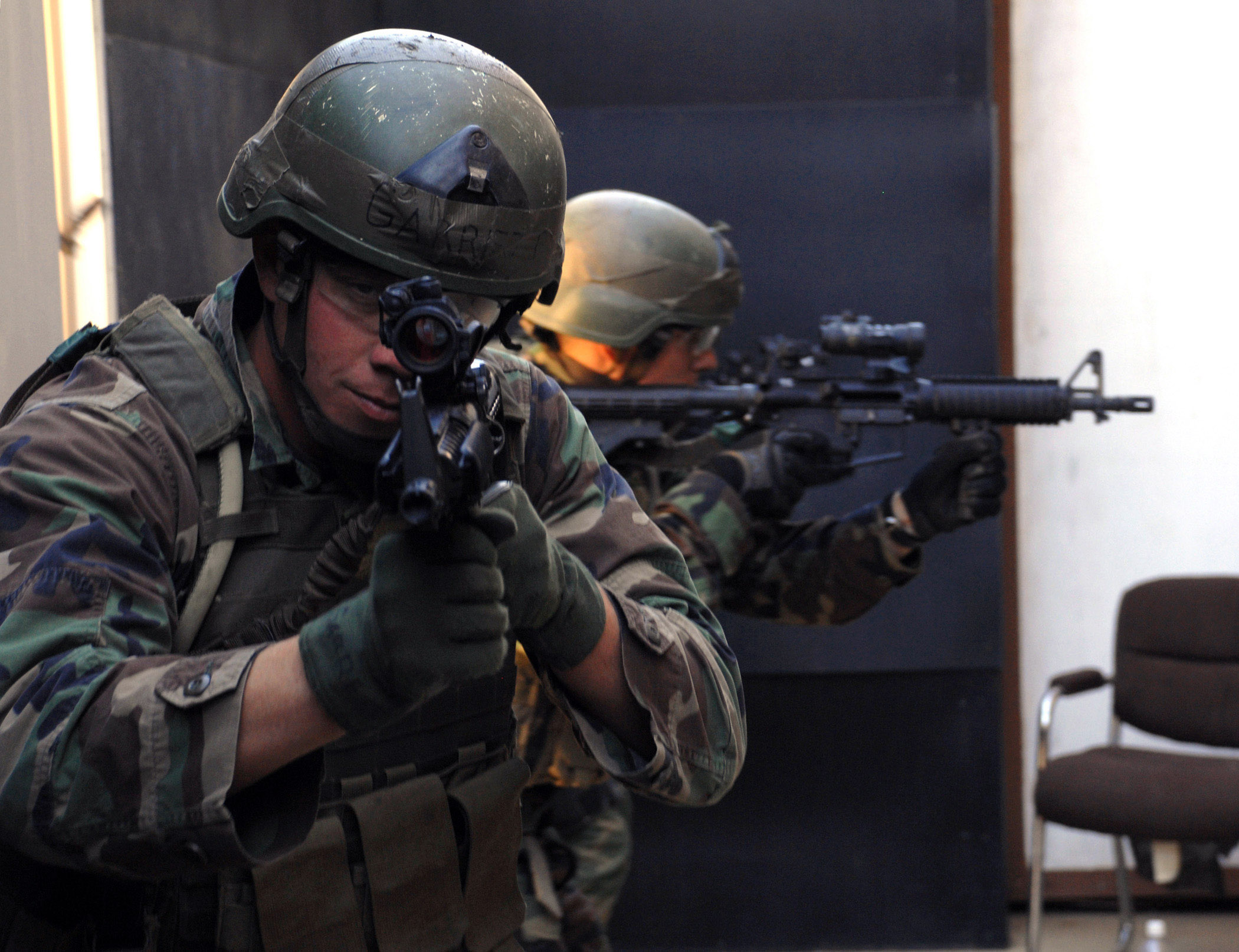
Des stagiaires armés de Mk.18 Mod 0 CQBR en plein exercice CQB lors du « SEAL Qualification Training » (2009).

L'entraînement des unités SEAL est très rigoureux. C'est l'un des plus difficiles au monde parmi les forces spéciales. Le taux de recalés à chaque session est régulièrement de 70 à 80 %.
La plupart des SEAL passent plus d'un an dans des séries d'environnements de formation avant de se voir attribuer le badge de « Special Warfare Operator Naval Rating » et le niveau « Navy Enlisted Classification (NEC) 5326 Combatant Swimmer » (SEAL) ou, dans le cas d'officiers de marine, l'appellation « Naval Special Warfare (SEAL) Officer ». Tous les SEAL doivent participer et sortir diplômés de leur 24 semaines à la « "A" School », connue sous le nom de « Basic Underwater Demolition/SEAL school » (BUD/S), une formation de base en parachutisme suivie d'un programme de 18 semaines du « SEAL Qualification Training » (SQT).
Tous les marins entrants chez les SEAL s'entraînent parallèlement pour obtenir la qualification « Hospital Corpsman » et ceux choisis par le Naval Special Warfare Command doivent aussi suivre la formation de 57 semaines de l'« United States Army Special Forces Medical Sergeant » et obtenir par la suite le niveau NEC SO-5392 « Naval Special Warfare Medic » avant de rejoindre une équipe opérationnelle.
Une fois sortis de l'environnement de formation classique, les SEAL entrent dans une nouvelle équipe, au début d'une rotation opérationnelle, et peuvent s'attendre à 18 mois de formation, entrecoupés de congés et autres repos avant chaque déploiement de 6 mois. Au total, entre le moment où un candidat SEAL entre au service de l'armée et le moment où il finit son premier cycle de formation préalable au déploiement, il peut s'écouler plus de 30 mois pour que son entraînement soit complet et lui permette enfin un premier déploiement opérationnel.
En 2008, l’US Coast Guard annonce que quatre garde-côtes pourront chaque année être volontaires pour intégrer les SEAL. En mai 2010, deux officiers de l'US Coast Guard sont brevetés SEAL et sont les premiers personnels n'appartenant pas à la Navy à être assignés à une unité SEAL. Ce programme a cependant été suspendu l'année suivante.

## Organigramme

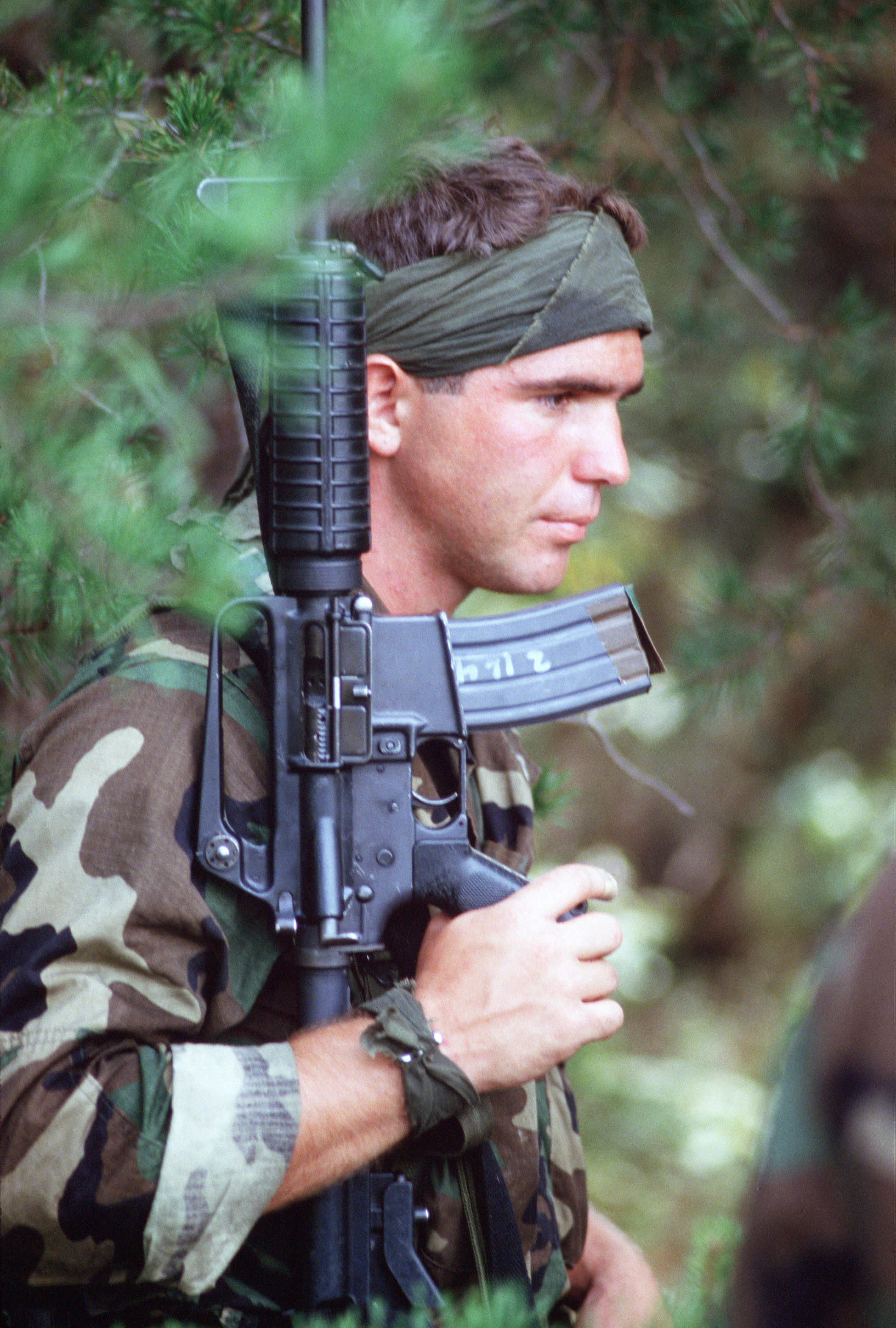
Un SEAL portant son CAR-15 en 1987.

### GroupesNaval Special Warfare
Le Naval Special Warfare Command a été créé le 16 avril 1987 sur la base navale de Coronado (Californie) avec pour mission de préparer les opérations spéciales navales, de mener la recherche et le développement de doctrines, de stratégies et de tactiques pour la lutte anti-terroriste, en héritant de la tradition des Seabees, le travail en équipes et les improvisations heureuses.
Le Naval Special Warfare Command est organisé selon la configuration suivante :
- Naval Special Warfare Group 1 : Équipes SEAL 1, 3, 5, 7 ;
- Naval Special Warfare Group 2 : Équipes SEAL 2, 4, 8, 10 ;
- Naval Special Warfare Group 3 : Équipe SEAL Delivery Vehicle 1 ;
- Naval Special Warfare Group 4 : Équipes Special Boat 12, 20, 22 ;
- Naval Special Warfare Group 11 : Équipes SEAL 17, 18 (anciennement Operational Support Teams 1, 2)[58].

En 2021, il y a 2 998 SEAL parmi les plus de 10 000 personnels que compte le Naval Special Warfare Command. Environ la moitié du contingent des SEAL est basée à la Little Creek Naval Amphibious Base et la Dam Neck Annex à Virginia Beach en Virginie. Les autres se trouvent au quartier général de la Naval Amphibious Base Coronado en Californie ou avec le SDVT-1 à Pearl Harbor à Hawaï.

### Les équipes SEAL
Les unités SEAL appelées SEAL Teams (littéralement « équipes SEAL ») sont réparties en deux groupes: le Naval Special Warfare Command Group One (NSWG-1) et le Naval Special Warfare Group Two (NSWG-2), placés sous la tutelle du Naval Special Warfare Command, basé à Coronado en Californie. Depuis 2006, il y a neuf SEAL Teams d'active, portant les numéros 1, 2, 3, 4, 5, 6, 7, 8, et 10. Le SEAL Team Six est une unité spécifique, attachée au Joint Special Operations Command (JSOC), et également connue sous son nom de couverture Naval Special Warfare Development Group.
En ce qui concerne les autres équipes, celles portant un numéro impair sont affectées au NSWG-1 à Coronado sur la côte Ouest des États-Unis, et celles aux numéros pairs sont sous les ordres du NSWG-2 sur la base navale de Little Creek en Virginie, sur la côte Est.
Il existe également deux unités spécialisées dans la mise en œuvre des mini-sous-marins SEAL Delivery Vehicle (en) appelée SEAL Delivery Vehicle Teams, qui sont affectées au NSWG-3.
| Insigne     | Équipe                                                | QG                       |
| ----------- | ----------------------------------------------------- | ------------------------ |
|             | SEAL Team One                                         | Coronado en Californie   |
|             | SEAL Team Two                                         | Little Creek en Virginie |
|             | SEAL Team Three                                       | Coronado en Californie   |
|             | SEAL Team Four                                        | Little Creek en Virginie |
|             | SEAL Team Five                                        | Coronado en Californie   |
| Seal team-6 | SEAL Team Six Naval Special Warfare Development Group | Dam Neck en Virginie     |
|             | SEAL Team Seven                                       | Coronado en Californie   |
|             | SEAL Team Eight                                       | Little Creek en Virginie |
|             | SEAL Team Ten                                         | Little Creek en Virginie |
|             | SEAL Delivery Vehicle Team One                        | Pearl Harbor, Hawaï      |
|             | SEAL Delivery Vehicle Team Two                        | Little Creek en Virginie |

Chaque équipe SEAL est commandée par un commander et possède normalement un élément d'état-major et trois SEAL Troops (SEAL TP). Chaque SEAL Troop comprend un élément de commandement, composé lui-même d'un chef de groupe (O-4)[réf. nécessaire], d'un sous-officier en chef (E-8), d'un officier responsable des opérations (O-2/3) et d'un premier maître d'opérations (E-6/7) , et deux SEAL Platoons (sections) comprenant 3 officiers et 12 à 14 sous-officiers SEAL.
Les sections sont appelées de manière alphabétique de Alpha Platoon à Foxtrot Platoon. Une section SEAL comprend un officier responsable (OIC), généralement un lieutenant (O-3), un officier responsable en second (AIOC), généralement un O-2, un chef de section (E-7), un maître principal (LPO) et d'autres hommes allant du E-6 au E-4 (la plupart étant E-5). Occasionnellement, il y a un "troisième O", un O-1 lors de son premier déploiement opérationnel. Ce qui fait que la section comprend 3 officiers et 13 membres spécialisés. Les principaux "leaders" dans la section et le groupe sont l'officier responsable et le chef en second spécialisé (Chef/Chef principal). La section SEAL est divisée en deux escouades (squads), chacune commandée par un des officiers.
Le personnel d'une section SEAL est qualifié plongeur, parachutiste, et artificier, et formé aux tactiques de petites unités et aux opérations maritimes. Les hommes de rang se voient affecter une ou plusieurs spécialités parmi les sept suivantes : renseignement, plongée, transmissions, premier lieutenant (véhicules terrestres et maritimes), matériel (armes, munitions, optiques), opérations aériennes (rappel, parachutes) et médical.
Les compétences de base dans un groupe sont : le tir de précision, les communications, le génie maritime, l'appui aérien rapproché, brancardier, éclaireur/navigateur, interrogateur, conducteur principal/navigateur, opérateur en armes lourdes, l'exploitation des sites sensibles, la maîtrise en opérations aériennes, l'escalade, le pilotage de pointe/navigation, le déminage, la surveillance technique et les opérations spéciales avancées.[réf. nécessaire]
Les SEAL Teams fonctionnent sur un cycle de 2 ans à quatre étapes : un an d'entraînement individuel puis collectif, 6 mois de préparation au déploiement et 6 mois de déploiement. Lors des deux dernières phases, les SEAL Teams reçoivent le contrôle opérationnel des éléments d'appui et de soutien, formant un Naval Special Warfare Squadron (NSWRON, escadron d'opérations spéciales navales). Les éléments d'appui comprennent un détachement de soutien en matière de renseignement, un détachement de contrôle aérien tactique et d'autres moyens de forces spéciales, de la flotte ou interarmées. Les éléments de soutien peuvent comprendre un détachement de Seabee, un détachement mobile de transmissions ou des militaires affectés temporairement. Un NSWRON peut former une ou plusieurs Naval Special Warfare Task Unit à un NSW Task Group, une Special Operations Task Force (SOTF), une Task Force ou autre unité expéditionnaire ad hoc,.
Dans un manuel datant de 2015, les sections SEAL sont désormais décrites comme étant organisées en trois escouades au lieu de deux. Une audition de 2021 indique que ce changement est en cours.

## Galerie d'images

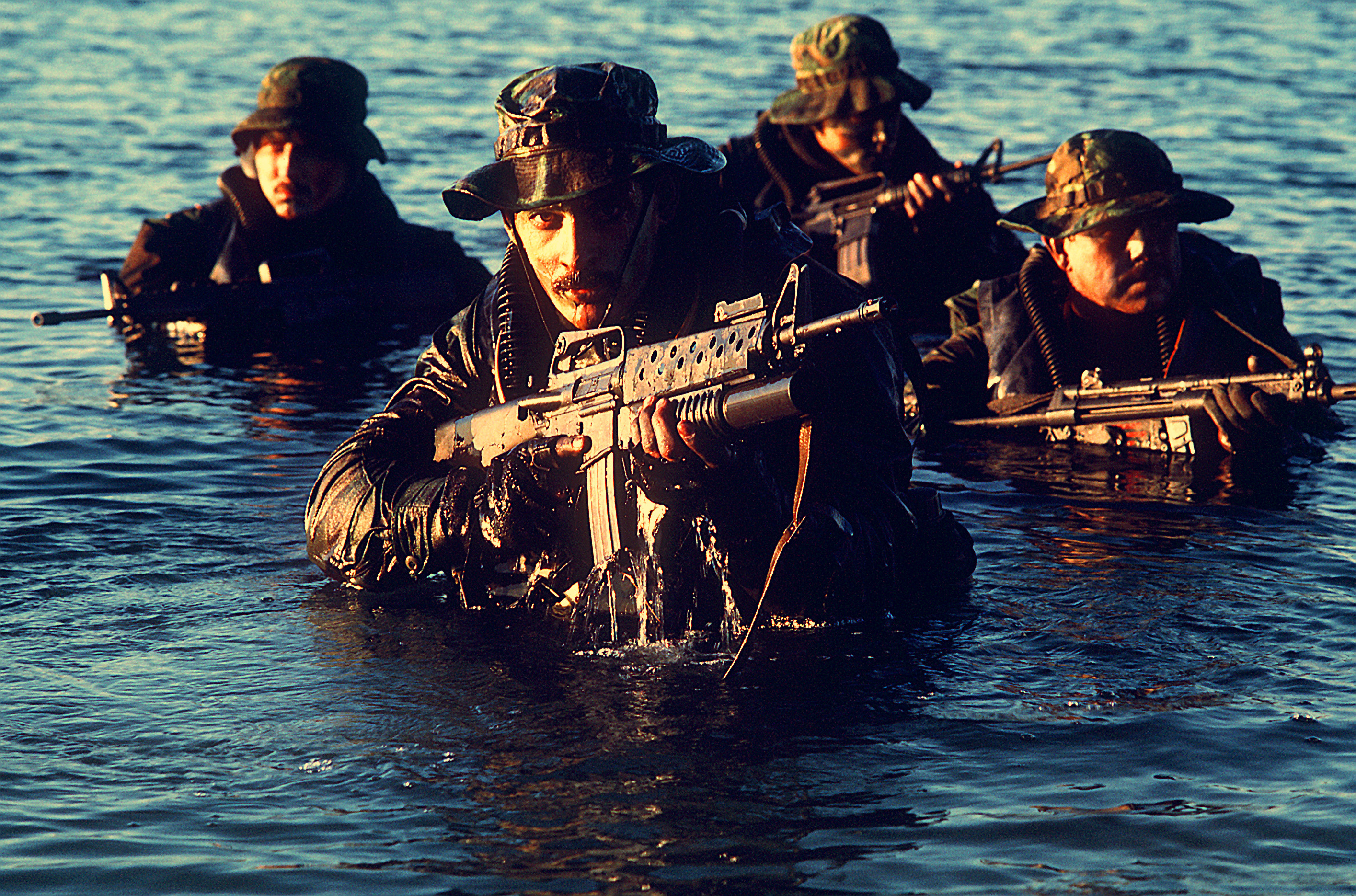
SEAL émergeant de l'eau pendant un entraînement aux tactiques militaires en 1986.
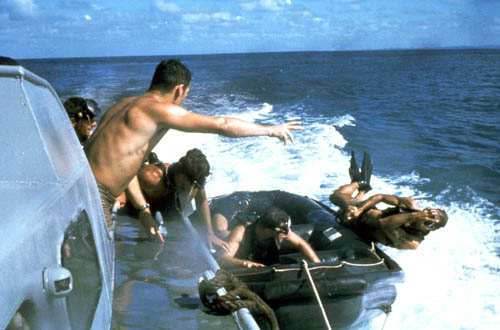
Un SEAL sautant à l'eau depuis un bateau lancé à pleine vitesse.
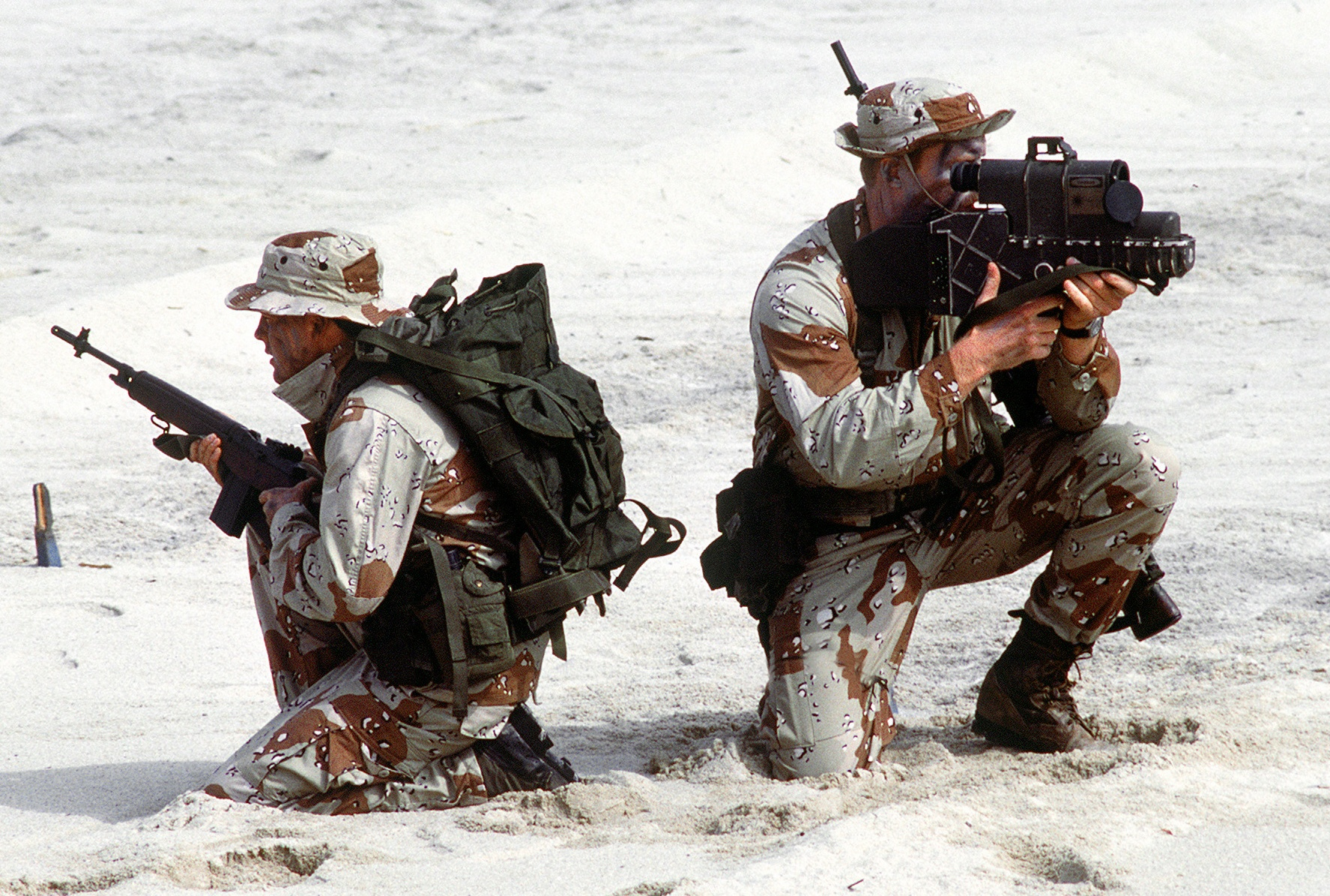
Un SEAL équipé d'un désignateur laser AN/PAQ-1 et un autre armé d'un fusil M14 (1988).
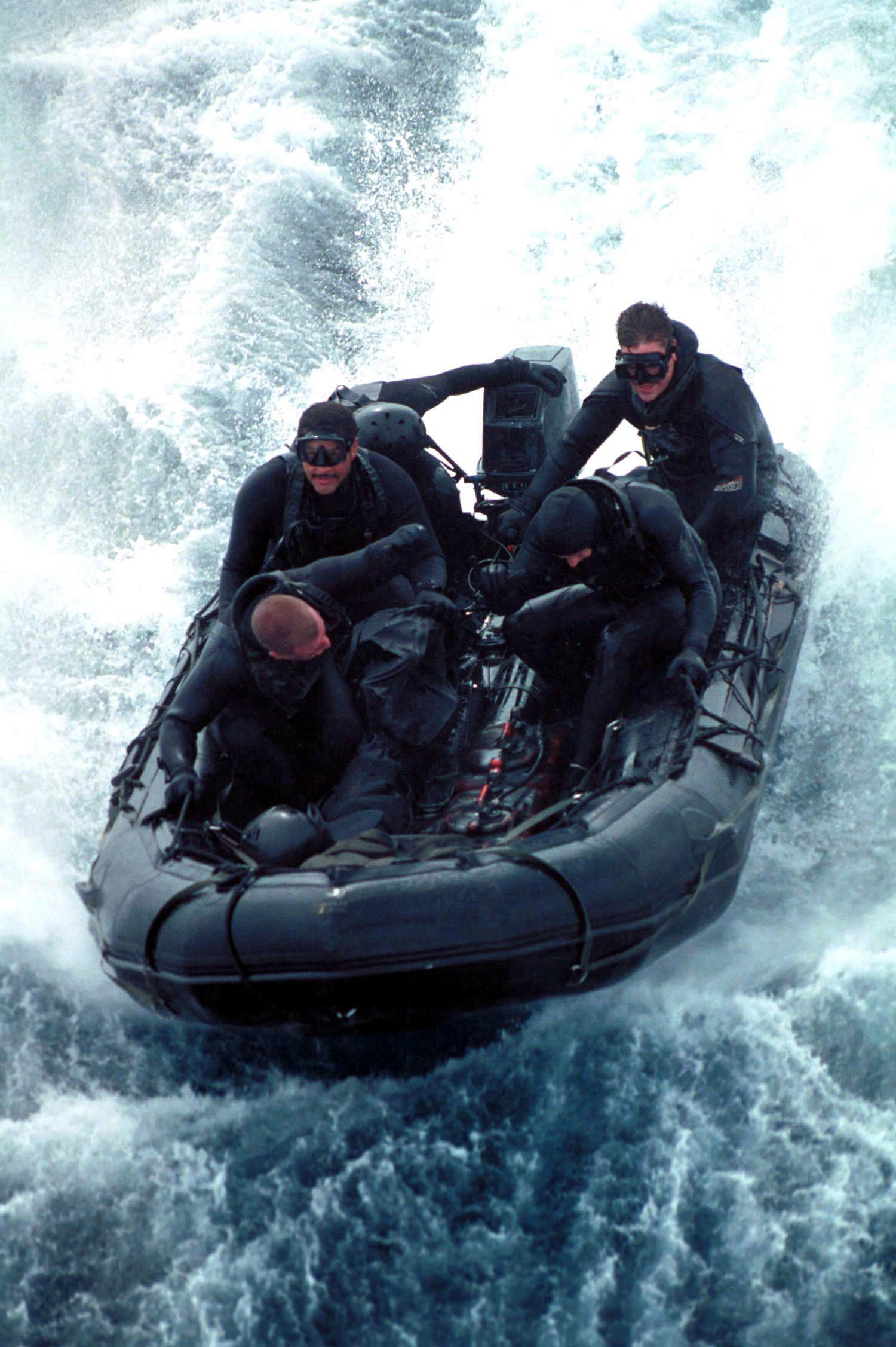
Des SEAL de la Team Five en exercice à bord d'un canot pneumatique — Combat Rubber Raiding Craft (en) — en 2000.
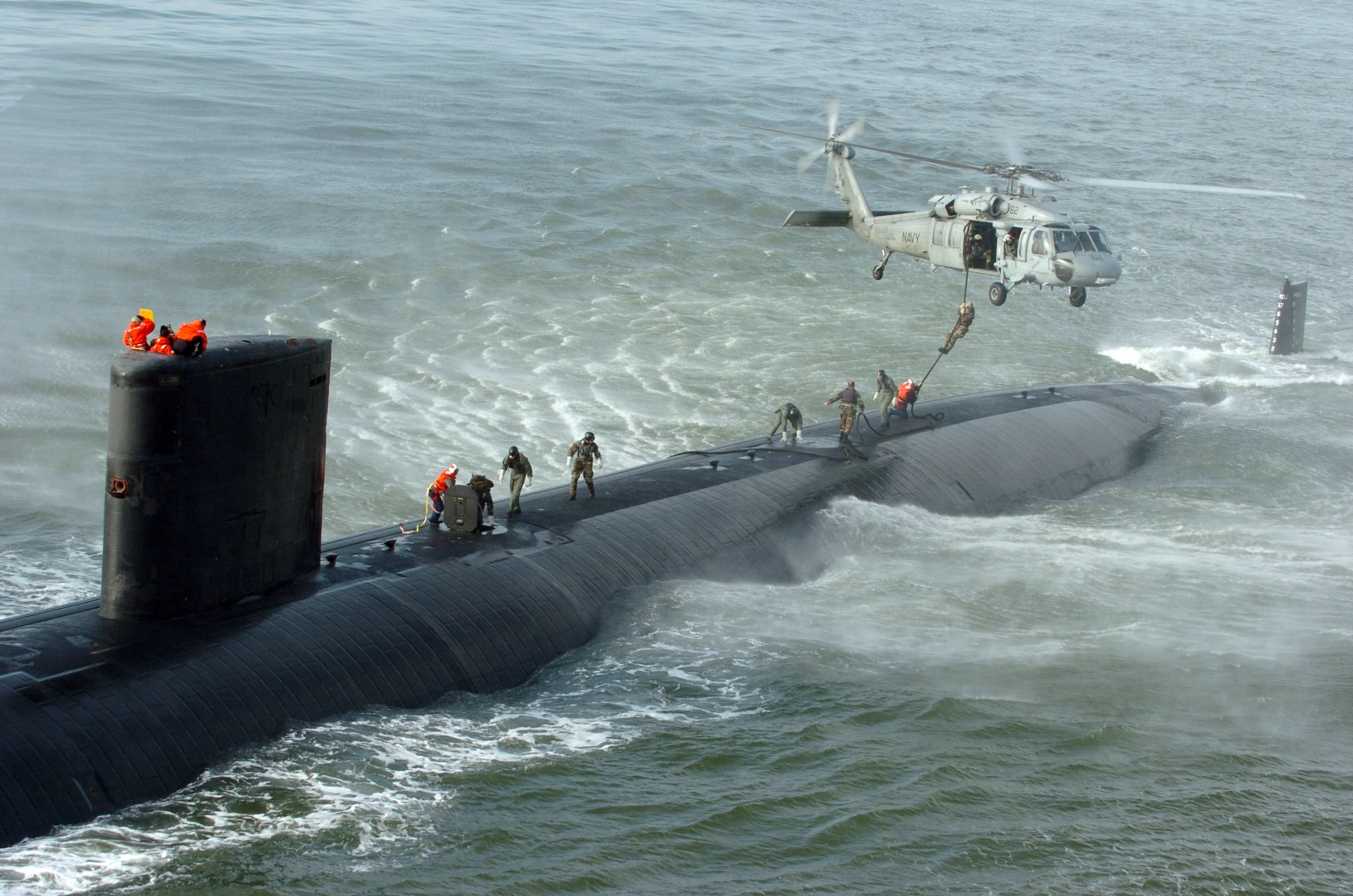
SEAL sur le sous-marin USS Toledo (SSN-769).
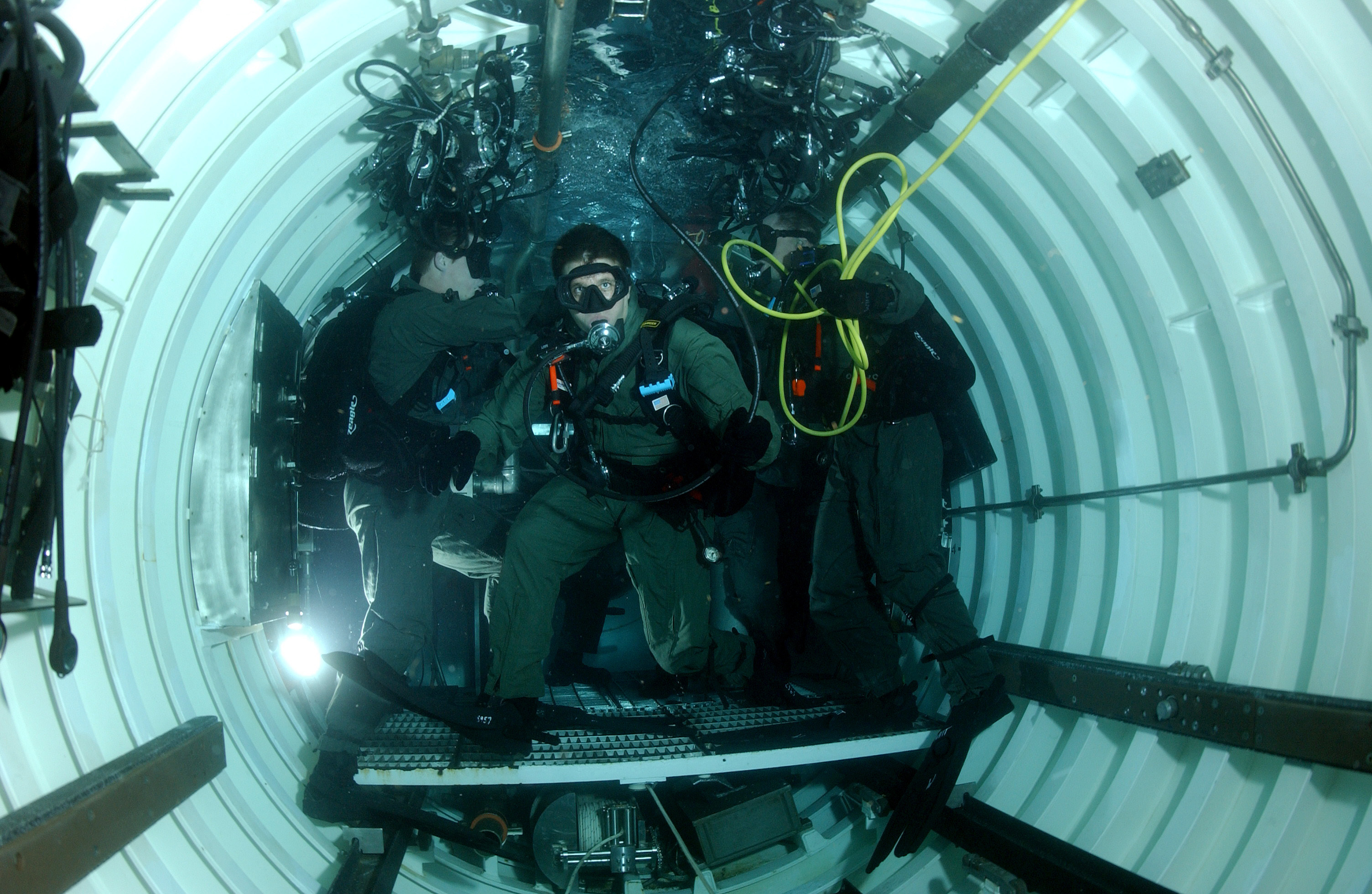
Unité SEAL dans un Dry Deck Shelter de l'USS Philadelphia.
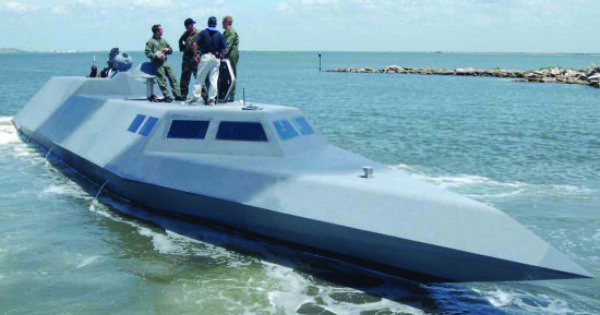
Navire de guerre semi-submersible des SEAL, SEALION II, révélé en 2014.
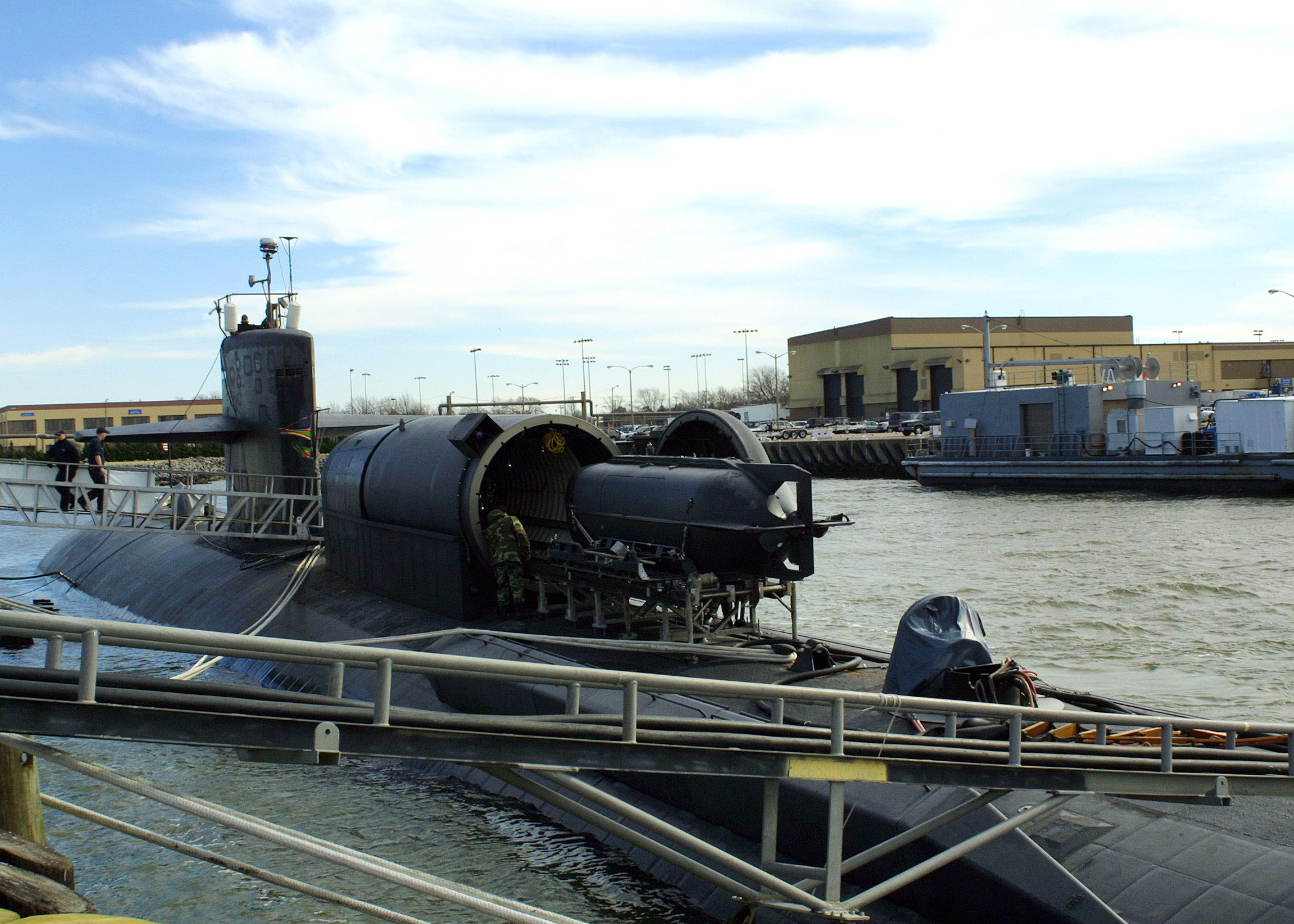
Un sous-marin de poche SEAL Delivery Vehicle, servant à engager des plongeurs des SEAL, en chargement dans la valise sèche du sous-marin américain USS Dallas (SSN-700), équipé en bâtiment base de plongeur
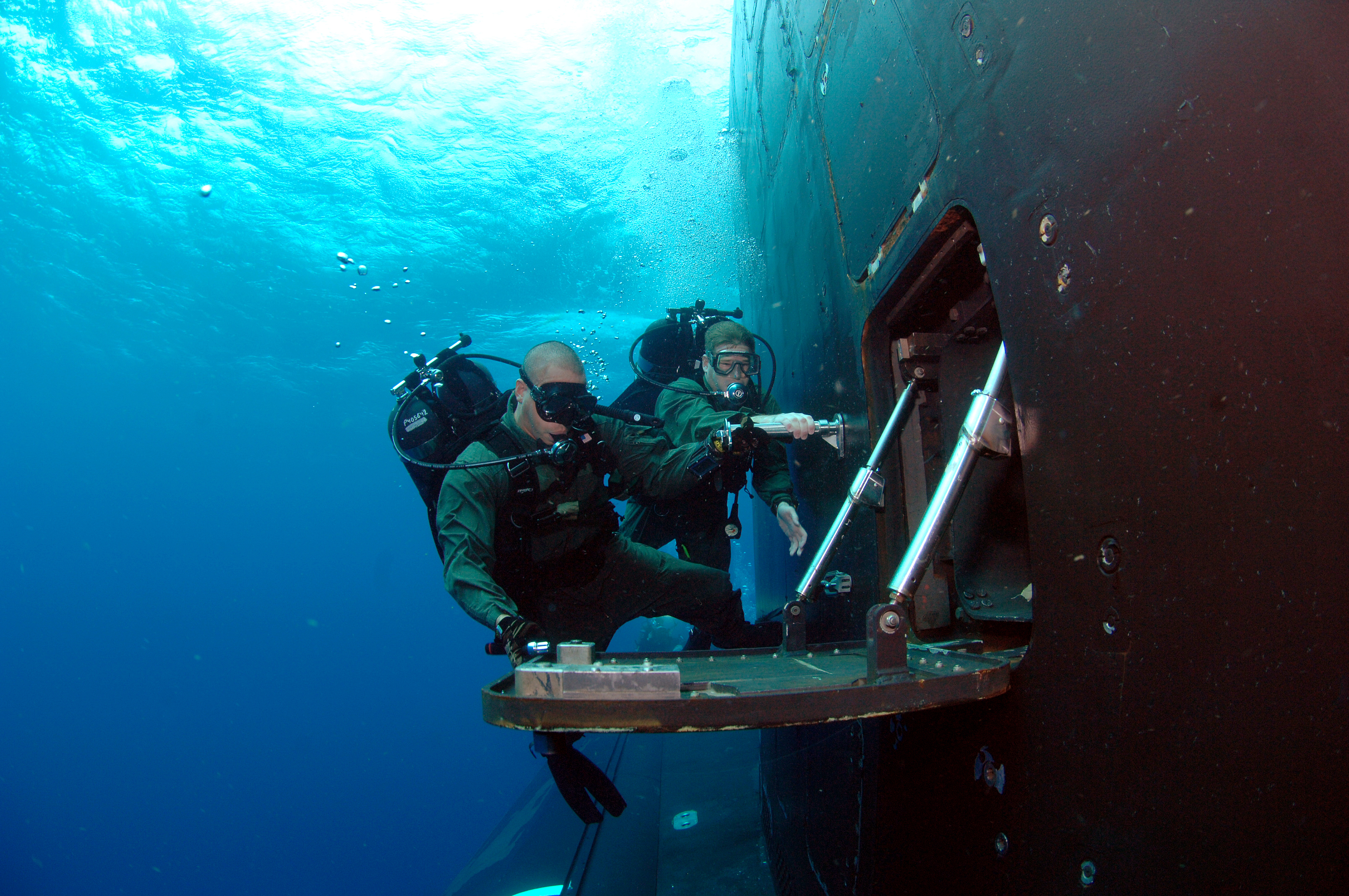
Sas de plongée dans un sous-marin nucléaire américain, pour les SEAL, 2007.

## Forces similaires dans les autres nations
- Allemagne : Kommando Spezialkräfte (KSK)
- Canada : Deuxième Force opérationnelle interarmées (JTF2)
- France : Commando marine et CPEOM
- Israel : Shayetet 13
- Mexique : Fuerzas Especiales
- Norvège : Marinejegerkommandoen (MJK)
- Pologne : Grupa Reagowania Operacyjno Manewrowego (GROM)
- Royaume-Uni : Special Boat Service
- Russie : Spetsnaz / GRU
- Portugal : Destacamento de Ações Especiais

## Les SEAL dans la culture populaire

### Cinéma
- Navy Seals, les meilleurs (1990) de Lewis Teague.
- À armes égales (GI Jane, 1997) de Ridley Scott.
- Les larmes du soleil (2003) d'Antoine Fuqua.
- Act of Valor (2012) de Mike McCoy et Scott Waugh.
- Zero Dark Thirty (2012) de Kathryn Bigelow.
- Du sang et des larmes (Lone Survivor, 2013) de Peter Berg.
- Capitaine Phillips (2013) de Paul Greengrass.
- American Sniper (2014) de Clint Eastwood.
- Navy Seals, battle for New Orleans (2016) de Stanton Barrett
- Warfare (2025) de Ray Mendoza et Alex Garland

### Télévision
- Magnum (1980 et 2018) : Thomas Sullivan Magnum IV (Tom Selleck / Jay Hernandez)
- NCIS : Los Angeles (2009) : agent Sam Hanna (LL Cool J)
- Hawaii 5-0 (2010) : commandant Steve McGarrett (Alex O'Loughlin)
- Last Resort (2012) de Shawn Ryan
- The Last Ship (2015) de Hank Steinberg et Steven Kane
- Lethal Weapon (2016) : détective Martin Riggs (Clayne Crawford)
- SIX (2017) de William Broyles Jr. et David Broyles
- SEAL Team (2017) de Benjamin Cavell

### Jeux vidéo
- Dans Call of Duty: Black Ops II, David Mason, le héros du jeu, est membre des SEAL.
- Dans Rainbow Six: Siege, deux agents du jeu, « Blackbeard » et « Valkyrie », font partie des SEAL.
- Dans la trilogie Socom, vous incarnez le chef d'une section de Seals.